# Laticauda guineai
Laticauda guineai är en ormart som beskrevs av Heatwole, Busack och Cogger 2005. Laticauda guineai ingår i släktet Laticauda och familjen giftsnokar och underfamiljen havsormar. Inga underarter finns listade i Catalogue of Life.
Arten förekommer vid södra kusten av Nya Guineas östra halvö. Den vistas främst i havsvattnet till ett djup av 10 meter. Individerna jagar huvudsakligen ålfiskar. De besöker även landet och honor lägger sina ägg på land.
På grund av urbanisering vid kusten blir lämpliga områden för äggläggning mindre och färre. Laticauda guineai gömmer sig i korallrev och när korallreven försvinner saknar ormen skydd. IUCN kategoriserar arten globalt som nära hotad.